# Emscripten
Emscripten是基於LLVM / Clang的編譯器，用來将C和C++源代码编译为WebAssembly 。在WebAssembly於2017年出現以前，JavaScript的子集asm.js曾是編譯目標 
Emscripten 允许預先编译用 C 或 C++ 编写的应用程序和库以在網頁瀏覽器中運行，絕大多數的情況下運行速度與直譯（或即時編譯）的 JavaScript 相同或更快。Emscripten 甚至可以模拟整个POSIX操作系统，使程序员能够使用C標準函式庫(libc) 中的函数。 
随着WebAssembly的接口（英語：WebAssembly System Interface，WASI）和运行时系统（例如Node.js、Wasmtime和Wasmer）上的WebAssembly的開發進展，Emscripten也可编译成在網頁以外的地方使用的WebAssembly 。

## 用途
Emscripten 已讓许多 C/C++ 代码库順利移植到WebAssembly，包括Unreal Engine 3、SQLite 、 MeshLab 、 Bulletphysical 。 AutoCAD 、Qt 应用程序框架的子集等等。通过 Emscripten 順利移植到 WebAssembly 的其他软件範例包括：

### 游戏引擎
Unity、Godot和Unreal游戏引擎利用Emscripten提供了HTML5的导出选项。 

### 框架和工具包
openFrameworks 通过 Emscripten 将本机 C++ 应用程序导出成 HTML5。emscripten-qt允许将使用Qt 应用程序框架编写的应用程序编译为WebAssembly。

### 软件归档
2014年12月，互联网档案馆推出了用Emscripten编译的DOSBox模拟器，提供数千个基於瀏覽器的存档的MS-DOS和PC程序。